# Regan Øst

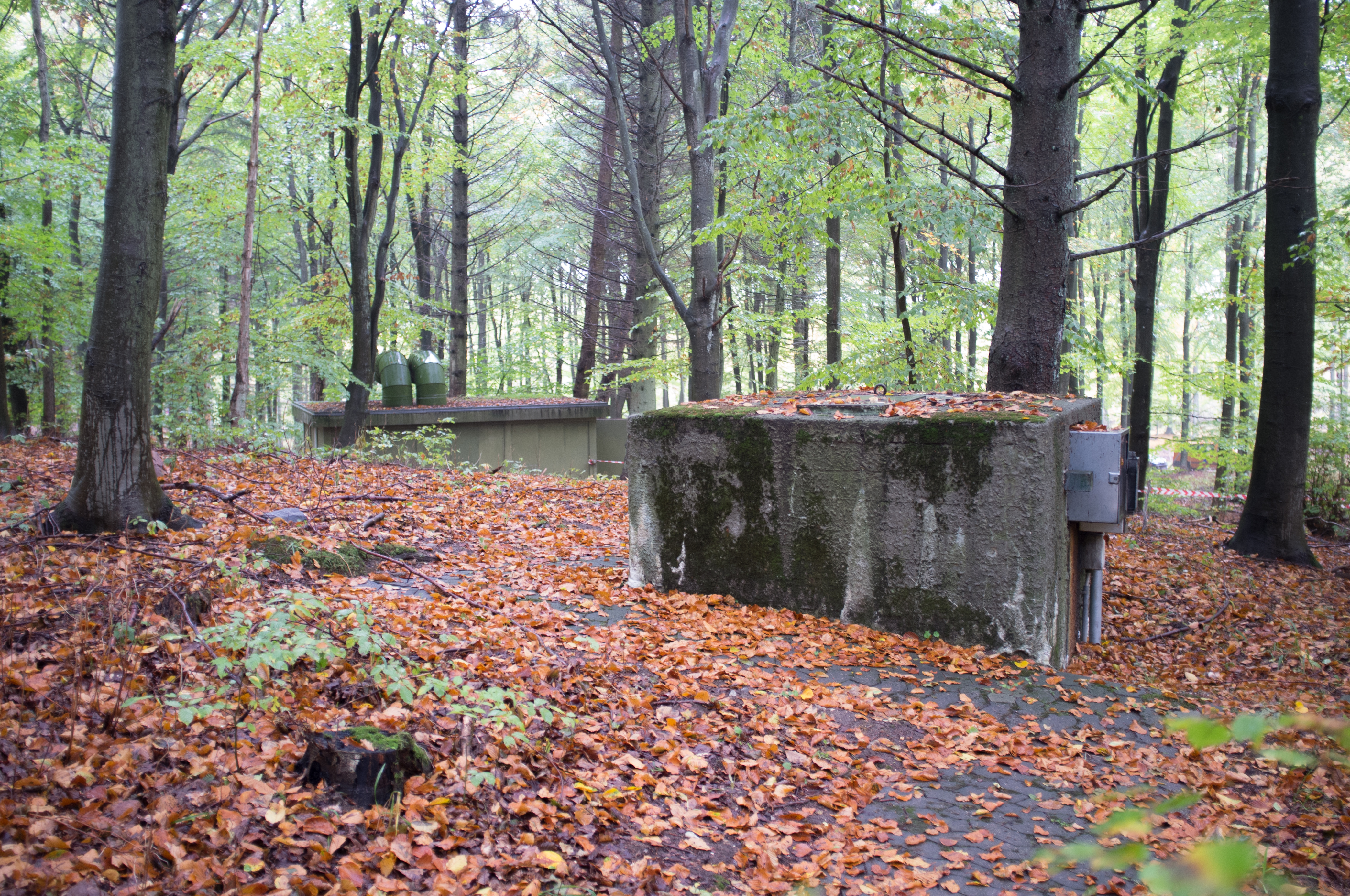
Teile der Anlage (2013)

Regan Øst (dänisch regeringsanlæg øst) ist ein ehemaliger dänischer Regierungsbunker auf Seeland.
Die Anlage wurde im Kalten Krieg gebaut und sollte dem Königshaus und der Regierung Schutz bieten. Sie besteht aus zwei Bunkern bei Gurre und Hellebæk.